# Lucila Gamero de Medina
Lucila Gamero de Medina (née le 12 juin 1873, morte le 23 janvier 1964) est une romancière, médecin et féministe hondurienne.
Surnommée « la grande dame des lettres honduriennes », elle est la première femme écrivaine du Honduras, et la première femme d'Amérique centrale à publier des romans. Ses écrits figurent au programme des lycées et des universités.
Après une formation de médecin et de pharmacien, bien qu'empêchée d'étudier à l'université, elle obtient un diplôme de médecine et de chirurgie. Elle devient directrice d'hôpital et inspectrice de santé.
En plus de sa carrière médicale et littéraire, Lucila Gamero est une pionnière féministe, milite pour le droit de vote féminin et participe à la fondation du Comité féministe hondurien.

## Biographie

### Jeunesse
Lucila Gamero Moncada naît le 12 juin 1873 à Danlí, au Honduras. Elle est la fille du médecin Manuel Gamero et de Camila Moncada.

### Formation, carrière médicale
Après la fin de ses études secondaires au collège La Educación, elle veut partir au Guatemala pour y étudier la médecine mais elle en est empêchée,. Son père lui enseigne alors la médecine, puis elle pratique à la fois comme médecin et comme pharmacien. Elle reprend la clinique de son père et dirige la pharmacie familiale. Elle reçoit ensuite un diplôme de médecine et de chirurgie du doyen de la Faculté de médecine, le Dr Manuel G. Zuniga. En 1924, elle est nommée à la tête de l'hôpital de Sangre à Danlí ; à partir de 1930, elle est inspectrice sanitaire du département d'El Paraíso.

### Écrivaine
Dès son enfance, Lucila Gamero commence à écrire en publiant dans le magazine La Juventud Hondureña (La Jeunesse hondurienne) à partir de 1891. Elle est l'auteur du premier roman publié par une femme hondurienne, Amalia Montiel qui paraît en 1892 en feuilleton dans l'hebdomadaire El Pensamiento, dirigé par Froylan Turcios. Son deuxième roman, Adriana y Margarita (1893), est le premier roman publié au Honduras.
Son œuvre littéraire est typique de la période romantique tardive de la littérature latino-américaine. L'amour et la famille sont des thèmes majeurs qui occupent la plupart de ses récits. Son roman le plus connu, Blanca Olmedo, publié en 1908, est une histoire d'amour qui critique directement l'Église et la haute société hondurienne de l'époque, ce qui est sans précédent dans la littérature hondurienne. Blanca Olmedo est considérée comme l'un des romans honduriens les plus importants du début du XXe siècle.
Les romans de Lucila Gamero sont incontournables dans les programmes de littérature de l'enseignement secondaire et universitaire au Honduras. Elle est considérée comme l'une des figures littéraires les plus importantes d'Amérique centrale à la fin du XIXe siècle. Elle est membre de nombreuses associations littéraires d'Amérique centrale ainsi que de l'Académie hondurienne de la langue. Elle écrit son autobiographie en 1949.
Elle est surnommée « la grande dame des lettres honduriennes » par le critique et écrivain Luis Marín Otero.

### Féministe
Par ailleurs, Lucila Gamero est considérée comme une pionnière dans le féminisme au Honduras. Elle s'implique notamment dans la lutte hondurienne pour le droit de vote des femmes. En 1924, elle est déléguée du Honduras à la deuxième Conférence panaméricaine des femmes. Le 2 février 1946, un groupe de suffragettes organise la Sociedad Femenina Panamericana avec la présidente Olimpia Varela y Varela et les intellectuelles Lucila Gamero de Medina, Argentina Díaz Lozano et Paca Navas. Le 5 mars 1947, elles fondent le Comité Femenino (affilié à la Commission interaméricaine des femmes) avec pour objectif l'obtention des droits politiques pour les femmes. Elles publient le magazine Mujer Americana, qui est le troisième journal féministe du pays, après Atlántida de Navas et un journal nommé Atenea par Cristina Hernández de Gomez commencé en 1944 dans El Progreso.

### Famille, décès
Elle épouse Gilberto Medina. Ils ont deux enfants : Aída Cora Medina et Gilberto Gustavo Medina.
Lucila Gamero de Medina meurt le 23 janvier 1964 à Danlí.

## Œuvres principales
Les nouvelles de Lucila Gamero de Medina sont publiées en un volume par University Press en 1997. Ses autres œuvres sont notamment :
- Amelia Montiel, 1892 ;
- Adriana y Margarita, 1893 ;
- Páginas del Corazón, 1897 ;
- Blanca Olmedo, 1908 ;
- Betina, 1941 ;
- Aída, 1948 ;
- Amor Exótico, 1954 ;
- La Secretaria, 1954 ;
- El Dolor de Amar, 1955.